# Crassinarke dormitor
Crassinarke dormitor är en rockeart som beskrevs av Sadao Takagi 1951. Crassinarke dormitor ingår i släktet Crassinarke och familjen Narkidae. IUCN kategoriserar arten globalt som otillräckligt studerad. Inga underarter finns listade i Catalogue of Life.